# Пространство модулей
Пространство модулей в алгебраической геометрии — это геометрическое пространство (например, схема, комплексное или алгебраическое пространство), точки которого соответствуют некоторому классу алгебро-геометрических объектов {\displaystyle A}, факторизованному по некоторому отношению эквивалентности {\displaystyle R}. Такие пространства часто возникают как решения классификационных задач: если множество интересующих нас объектов (например, гладких алгебраических кривых рода {\displaystyle g}, рассматриваемых с точностью до изоморфизма), может быть снабжено структурой геометрического пространства, то можно параметризовать данные объекты, введя координаты на этом пространстве. В данном контексте термин «модули» синонимичен термину «параметры»: пространства модулей первоначально понимались как пространства параметров, а не пространства объектов.

## История
Теория модулей возникла при изучении эллиптических функций: существует семейство различных полей эллиптических функций (или их моделей — неизоморфных эллиптических кривых над {\displaystyle \mathbb {C} }), параметризованное комплексными числами. Бернхард Риман, которому принадлежит и сам термин «модули», показал, что компактные римановы поверхности рода {\displaystyle g\geqslant 2} зависят от {\displaystyle 3g-3} комплексных параметров — модулей.

## Определения
Пусть {\displaystyle S} — некоторая схема (комплексное или алгебраическое пространство). Семейство объектов, параметризованное схемой {\displaystyle S} (или, как часто говорят, над {\displaystyle S} или с базой {\displaystyle S}) — это набор объектов {\displaystyle \{X_{s}|s\in S,X_{s}\in A\}}, снабжённый дополнительной структурой, согласованной со структурой базы {\displaystyle S}. Эта структура в каждом конкретном случае задаётся явно. Функтор модулей (или функтор семейств) — это контравариантный функтор {\displaystyle {\mathcal {M}}} из категории схем (или пространств) в категорию множеств, определяемый следующим образом: {\displaystyle {\mathcal {M}}(S)} — множество классов изоморфных семейств над {\displaystyle S}, а морфизму {\displaystyle f:S\to T} сопоставляется отображение {\displaystyle f^{*}:{\mathcal {M}}(T)\to {\mathcal {M}}(S)} посредством взятия индуцированного семейства.
Если функтор модулей {\displaystyle {\mathcal {M}}} представим с помощью схемы (или пространства) {\displaystyle M}, то {\displaystyle M} называется тонким пространством модулей для функтора {\displaystyle {\mathcal {M}}}. В этом случае существует универсальное семейство {\displaystyle U} с базой {\displaystyle M}, то есть произвольное семейство {\displaystyle T} с базой {\displaystyle S} индуцируется семейством {\displaystyle U} при помощи единственного отображения {\displaystyle f:S\to M}.
Функтор модулей представим в очень немногих случаях, в связи с чем было введено также понятие грубого пространства модулей. Схема {\displaystyle M} называется грубым пространством модулей для функтора {\displaystyle {\mathcal {M}}}. если существует естественное преобразование {\displaystyle \varphi :{\mathcal {M}}\to \mathrm {Hom} (\cdot ,M)}, такое, что
1. если {\displaystyle K} — алгебраически замкнутое поле, то отображение {\displaystyle \varphi (\mathrm {Spec} \,K):{\mathcal {M}}(\mathrm {Spec} \,K)\to \mathrm {Hom} (\mathrm {Spec} \,K,M)} биективно;
2. для произвольной схемы {\displaystyle M'} и естественного преобразования {\displaystyle \varphi ':{\mathcal {M}}\to \mathrm {Hom} (\cdot ,M')} существует единственный морфизм {\displaystyle \pi :M\to M'}, такой, что для ассоциированного естественного преобразования {\displaystyle \Pi :\mathrm {Hom} (\cdot ,M)\to \mathrm {Hom} (\cdot ,M')} выполняется {\displaystyle \varphi =\Pi \circ \varphi '}.

Интуитивно, замкнутые точки грубой схемы модулей соответствуют элементам {\displaystyle A/R}, а геометрия этой схемы отражает то, каким образом объекты класса {\displaystyle A} могут варьироваться в семействах. С другой стороны, над грубой схемой модулей может уже не существовать универсального семейства.

## Примеры

### Кривые
Пусть {\displaystyle A/R=\mathbf {M} _{g}} (соответственно, {\displaystyle {\overline {\mathbf {M} _{g}}}}) — множество классов изоморфных проективных гладких связных кривых (соответственно, стабильных кривых) рода {\displaystyle g\geqslant 2} над алгебраически замкнутым полем {\displaystyle K}. Семейство над {\displaystyle S} — это гладкий (плоский) собственный морфизм {\displaystyle f:X\to S}, слоями которого являются гладкие (стабильные) кривые рода {\displaystyle g}. Тогда существует грубая схема модулей {\displaystyle M_{g}} (соответственно, {\displaystyle {\overline {M_{g}}}}), являющаяся квазипроективным (проективным) неприводимым и нормальным многообразием над {\displaystyle K}.

### Векторные расслоения
Пусть {\displaystyle A/R} — множество классов изоморфных векторных расслоений ранга {\displaystyle n} на алгебраическом многообразии {\displaystyle X}. Семейство над {\displaystyle S} — это векторное расслоение на {\displaystyle X\times S}. В случае, когда {\displaystyle X} — это неособая проективная кривая над алгебраически замкнутым полем, существует нормальное проективное многообразие {\displaystyle {\overline {M_{d,n}}}}, являющееся грубым пространством модулей полустабильных векторных расслоений ранга {\displaystyle n} и степени {\displaystyle d} на {\displaystyle X}. Стабильные векторные расслоения параметризуются открытым гладким подмногообразием {\displaystyle M_{d,n}\subset {\overline {M_{d,n}}}}. Если {\displaystyle d} и {\displaystyle n} взаимно просты, {\displaystyle M_{d,n}} совпадает с {\displaystyle {\overline {M_{d,n}}}} и является тонким пространством модулей.